# Liste der 999 Frauen des Heritage Floor/Sacajawea
Diese Liste beschreibt das Gedeck für Sacajawea auf dem Tisch der Kunstinstallation The Dinner Party von Judy Chicago. Sie ist Teil der Liste der 999 Frauen des Heritage Floor, die den jeweiligen Gedecken auf dem Tisch zugeordnet sind. Die Namen der 999 Frauen befinden sich auf den Kacheln des Heritage Floor, der unterhalb des Tisches angeordnet, zur Kunstinstallation gehört.

## Beschreibung
Die Installation besteht aus einem dreiseitigen Tisch, an dem jeweils 13 historische oder mythologische Persönlichkeiten, somit insgesamt 39 Personen, von der Urgeschichte bis zur Frauenrechtsbewegung Platz finden. Diesen Personen wurde am Tisch jeweils ein Gedeck bestehend aus einem individuell gestalteten Tischläufer, einem individuell gestalteten Teller sowie einem Kelch, Messer, Gabel, Löffel und einer Serviette zugeordnet. Die erste Seite des Tisches widmet sich der Urgeschichte bis zur Römischen Kaiserzeit, die zweite der Christianisierung bis zur Reformation und die dritte von der Amerikanischen Revolution bis zur Frauenbewegung. Jedem Gedeck auf dem Tisch sind weitere Persönlichkeiten zugeordnet, die auf den Fliesen des Heritage Floor, der den Raum unter dem Tisch und die Mitte des Raumes zwischen den Seite des Tisches einnimmt, einen Eintrag erhalten haben. Diese Liste erfasst die Persönlichkeiten, die dem Gedeck von Sacajawea zugeordnet sind. Ihr Platz befindet sich an der dritten Tischseite.

### Hinweise
Zusätzlich zu den Namen wie sie in der deutschen Transkription oder im wissenschaftlichen Sprachgebrauch benutzt werden, wird in der Liste die Schreibweise aufgeführt, die von Judy Chicago auf den Kacheln gewählt wurde.
Die Angaben zu den Frauen, die noch keinen Artikel in der deutschsprachigen Wikipedia haben, sind durch die unter Bemerkungen angeführten Einzelnachweise referenziert. Sollten einzelne Angaben in der Tabelle nicht über die Hauptartikel referenziert sein, so sind an der entsprechenden Stelle zusätzliche Einzelnachweise angegeben. Bei Abweichungen zwischen belegten Angaben in Wikipedia-Artikeln und den Beschreibungen des Kunstwerks auf der Seite des Brooklyn Museums wird darauf zusätzlich unter Bemerkungen hingewiesen.

### Gedeck für Sacajawea

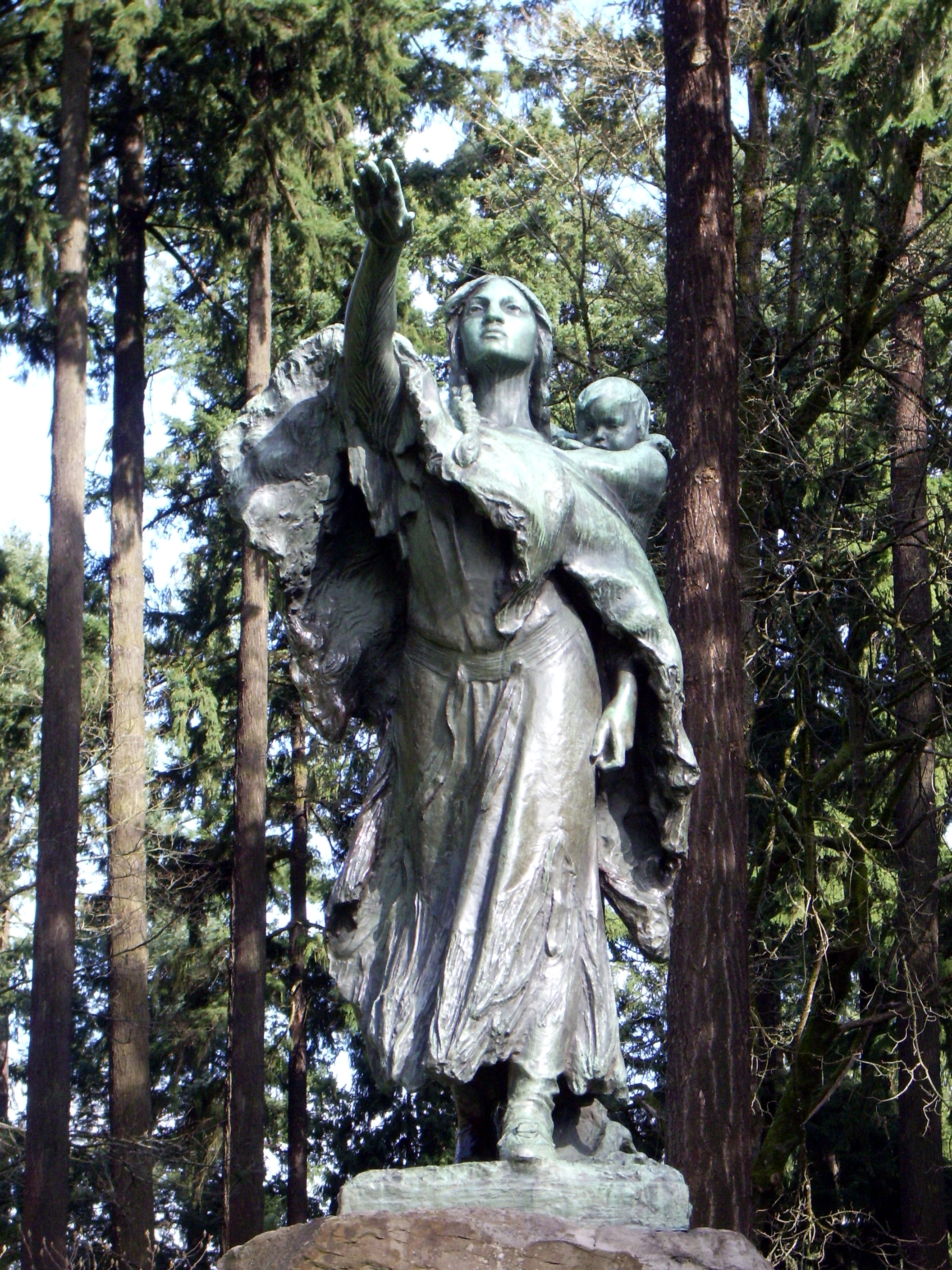
Sacajawea mit Jean-Baptiste

Sacajawea wurde um 1788 im Lemhi River Valley, Idaho geboren. Ihr Name bedeutet „Vogelfrau“. Sacajawea war eine Indianerin vom Stamm der nördlichen Shoshone und lebte als Sklavin bei den Hidatsa-Indianern, nachdem sie im Alter von etwa 10 Jahren von diesen entführt worden war. Von diesen wurde sie zusammen mit einer weiteren Sklavin namens „Otterfrau“ an den französisch-kanadischen Pelztierjäger Toussaint Charbonneau verkauft. Als im Jahr 1804 die Lewis-und-Clark-Expedition, die durch Präsident Thomas Jefferson beauftragt war, die im Jahr 1803 gekaufte Kolonie Louisiana und nach Möglichkeit das Gebiet bis zum Pazifischen Ozean zu erkunden, bei den Hidatsa eintraf, wurde Charbonneau als Dolmetscher engagiert. Sacajawea wurde ebenfalls ausgewählt die Expedition zu begleiten, da sie die Sprache der Shoshonen sprach. Auf die Expedition, die im April startete, nahm Sacajawea ihr im Februar geborenes Baby Jean Baptiste mit. William Clark erwähnt das Baby in seinem Journal mehrfach, später wurde er Pflegevater des Kindes und sorgte dafür, dass es eine hervorragende, internationale Ausbildung erhielt.
Sacajawea begleitete die Expedition nicht nur als Dolmetscherin und Kundschafterin, sie war auch in weiterer Hinsicht für das Gelingen der Expedition hilfreich. Zunächst war alleine ihre Anwesenheit mit dem Kind für andere Indianer ein Zeichen, dass die Expedition friedlich wäre, da Indianer niemals Frauen oder Kinder auf einen Kriegszug mitnahmen. Sie konnte bei der Bestimmung von Pflanzen und Tieren helfen, ein Bruder von Sacajawea war Häuptling einer Shoshone-Abteilung und konnte die Gruppe mit Pferden ausstatten. Auch half sie an anderen Stellen.
Nach ihrer Rückkehr blieben Sacajawea und Charbonneau bei den Hidatsa. Auf Einladung von Clark ging Sacajawea etwa drei Jahre später nach St. Louis. Dort sorgte Clark dafür, dass sie ein Stück Land bekam und er übernahm die Kosten für die Ausbildung von Jean Baptiste. 1812 bekam Sacajawea eine Tochter namens Lisette. Sacajawea starb im Dezember 1812 im Fort Manuel Lisa, vermutlich an Fleckfieber. Da Charbonneau auf Handelsreise war und das Gerücht aufkam, er wäre von Indianern getötet worden, übernahm William Clark 1813 die Vormundschaft für beide Kinder. Über Lisette gibt es keine weiteren Informationen, sie starb vermutlich im Kindesalter. Charbonneau kehrte vier Jahre später aus der Wildnis zurück. Dank Clark erhielt Jean Baptiste eine hervorragende Ausbildung. Er lebte jahrelang in Europa und besuchte Afrika. Er starb unter ungeklärten Umständen während des kalifornischen Goldrausches.
Nach der Rückkehr der Expedition wurden die Erkenntnisse begeistert aufgenommen. Lewis und Clark wurden zu Helden, Sacajawea völlig vergessen. Dies änderte sich etwa 100 Jahre später, als Eva Emery Dye, die als Aktivistin für Frauenrechte nach Frauen forschte, die in der Vergangenheit bedeutende Beiträge geleistet hatten.
Das Gedeck für Sacajawea auf dem Tisch der Dinner Party ist geprägt durch die Verwendung der künstlerischen und kulturellen Tradition des Shoshone-Stammes. Abstrakte geometrische Muster wurden durch die Frauen des Stammes verwendet, während Männer piktografische Werke schufen. Der Teller ist in Gelb-, Ocker-, Blau- und Lavendeltönen gestaltet. Diese Farbtöne wurden durch die Shoshone aus Pflanzen hergestellt. Chicago bezieht in das traditionelle indianische Design auch die Formen des Schmetterlings und des Dreiecks, die zudem ebenfalls in den indianischen Mustern vorkommen, ein, um ein authentisches Design zu erzeugen. An dem Teller sind ein Wiegenbrett und ein Tuch angebracht, die auf die Situation von Sacajawea hinweisen, die die Expedition mit ihrem Baby auf dem Rücken geführt hat. Der Tischläufer ist nach der Tradition der Plains-Indianer aus handgegerbtem Hirschleder gefertigt. Fast 40.000 undurchsichtige Rocailles fassen aufgefädelt als Perlenstreifen die Ränder ein. Sie bilden ein traditionelles Shoshonen-Motiv. Der Name Sacajawea wurde auf Stoff unter das Hirschleder gestickt. Ein asymmetrischer Ausschnitt lässt ihn sichtbar werden und der Initiale-Buchstabe „S“ wurde mit einer komplizierten Perleneinfassung umgeben.
| Name                           | Schreibweise auf der Kachel | Geburtsdatum | kulturräumliche Zuordnung             | Bemerkungen | Bild |
| ------------------------------ | --------------------------- | ------------ | ------------------------------------- | --- | ---- |
| Ana Betancourt                 | Ana Betancourt              | 1832         | Kuba                                  | Sie war eine Mambísa und gehörte zu den kubanischen Feministinnen der ersten Generation. |      |
| Anacaona                       | Anaconda                    | 1464         | Hispaniola                            | Königin des Volkes der Taíno. Komponistin von Balladen und Gedichten. |      |
| Andrea Villarreal              | Andres Villareal            | 1881         | Mexiko                                | Lehrerin, Dichterin, Arbeitsorganisatorin und Feministin, die gemeinsam mit ihrer Schwester La Mujer Moderna veröffentlichte. |      |
| Awashonks                      | Awashonks                   | 17. Jh.      | Wampanoag, Neuengland                 | Sachen (Häuptling) des Sakonnet-Stammes in Rhode Island. Historische Figur im Zusammenhang mit der Kolonialgeschichte der USA. |      |
| Candelaria Figueredo           | Candelaria Figueredo        | 1852         | Kuba                                  | Kubanische Patriotin, die im kubanischen Unabhängigkeitskampf gegen Spanien kämpfte. |      |
| Capillana                      | Capillana                   | 16. Jh.      | Peru                                  | Peruanische Herrscherin, die sich mit spanischen Konquistadoren anfreundete. |      |
| Carlota Matienzo               | Carlota Matienzo            | 1881         | Puerto Rico                           | Feministin und Pädagogin. Arbeitete für die Bildungsreform und war eine der Gründerinnen von zwei Frauenrechtsorganisationen. |      |
| Ehyophsta                      | Ehyophsta                   | 18. Jh.      | Vereinigte Staaten                    | Kriegerin vom Stamm der Cheyenne, die 1868 in der Schlacht von Beecher Island und im selben Jahr gegen die Shoshonen kämpfte. Sie war auch Mitglied einer geheimen Gesellschaft, die ausschließlich aus Cheyenne-Frauen bestand.                                                              |      |
| Etelvina Villanueva y Saavedra | Saaredra Villanueva         | 1897         | Bolivien                              | Bolivianische Dichterin und Erzieherin. Gründerin der feministischen Gruppe Legión Femenina de Educación Popular de America. |      |
| Isabel de Guevara              | Isabel de Guevara           | 16. Jh.      | Spanische Kolonisation Lateinamerikas | Eine der wenigen europäischen Frauen, die das Angebot der spanischen Krone annahmen, sich während der ersten Welle der spanischen Eroberung und Besiedlung der Neuen Welt an Kolonisierungsmissionen zu beteiligen.                                                                           |      |
| Isabel Le Brun de Pinochet     | Isabel Pinochet             | 1845         | Chile                                 | Sie leitete die Reform der Mädchenbildung in Chile. |      |
| Josefa Ortiz de Domínguez      | Josefa de Dominguez         | 1773         | Mexiko                                | Nationalheldin, die sich im Kampf um die Unabhängigkeit Mexikos von Spanien große Verdienste erworben hat. |      |
| Jovita Idár                    | Jovita Idar                 | 1885         | Vereinigte Staaten                    | Journalistin, politische Aktivistin und Bürgerrechtlerin. Sie bemühte sich, die Bürgerrechte der mexikanischen Amerikaner voranzubringen. |      |
| Juana Inés de la Cruz          | Juana de la Cruz            | 1648         | Mexiko                                | Nonne und Dichterin. |      |
| Kaʻahumanu                     | Kaahumanu                   | 1768         | Hawaii                                | Königin Hawaiis, stärkte die Rechte hawaiianischer Frauen. |      |
| Laura Torres                   | Laura Torres                | 19. Jh.      | Mexiko                                | Journalistin und Gründerin einer frühen feministischen Organisation. |      |
| Luisa Moreno                   | Luisa Moreno                | 1907         | Guatemala, Vereinigte Staaten         | Führerin der Arbeiterbewegung der Vereinigten Staaten, soziale Aktivistin, organisierte Arbeiter, führte Streiks durch, schrieb Flugblätter in Englisch und Spanisch und berief den Kongreso de Pueblos de Habla Española von 1939 ein, die „erste nationale Latino-Bürgerrechtsversammlung“. |      |
| Magda Portal                   | Magda Portal                | 1900         | Peru                                  | Dichterin, Feministin, Autorin und politische Aktivistin, war eine der Gründerinnen der Alianza Popular Revolucionaria Americana. |      |
| Malinche                       | La Malinche                 | um 1505      | Mexiko                                | Dolmetscherin und spätere Geliebte des Konquistadors Hernán Cortés, spielte eine bedeutende Rolle beim Eroberungsfeldzug. |      |
| María Bartola                  | Maria Bartola               | 16. Jh.      | Mexiko                                | Aztekin, wird als die erste Historikerin Mexikos bezeichnet. |      |
| María del Refugio García       | Maria del Refugio Garcia    | 1898         | Mexiko                                | Frauenrechtsaktivistin |      |
| María Luisa Bombal             | Maria Luisa Sanchez         | 1910         | Chile                                 | Schriftstellerin, zählt zu den wenigen Autorinnen Lateinamerikas, deren Werk weltweite Beachtung gefunden hat. |      |
| Maria Montoya Martinez         | Maria Montoya Martinez      | 1887         | Vereinigte Staaten                    | Indianische Künstlerin, international bekannte Töpferin, untersuchte traditionelle Pueblo-Töpferstile und -Techniken, um Stücke zu schaffen, die den Anteil der Pueblo-Kultur an Kunst und Handwerk widerspiegeln.                                                                            |      |
| Marie Aioe Dorion              | Marie Iowa                  | um 1786      | Vereinigte Staaten                    | Einziges weibliches Mitglied einer Überland-Expedition, die 1810 von der Pacific Fur Company in den pazifischen Nordwesten geschickt wurde. |      |
| Mary Musgrove                  | Mary Musgrove               | um 1700      | Neuengland                            | Wichtige Vermittlerin Yamacraw- englischer Abstammung zwischen den Muscogee und den englischen Kolonisten. |      |
| Nancy Ward                     | Nancy Ward                  | 1738         | Cherokee                              | Eine geliebte Frau der Cherokee, was bedeutet, dass es ihr erlaubt wurde, in Räten zu sitzen und Entscheidungen zu treffen, zusammen mit den Häuptlingen und anderen geliebten Frauen. |      |
| Ofelia Uribe de Acosta         | Ojelia Uribe de Acosta      | 1900         | Kolumbien                             | Suffragette und Politikerin. |      |
| Pocahontas                     | Pocahontas                  | um 1595      | Neuengland                            | Vermittlerin zwischen den Stämmen der Virginia-Algonkin und den englischen Kolonisten. |      |
| Rosana Chouteau                | Rosa Chouteau               | 19. Jh.      | Osage                                 | Erster weiblicher Häuptling der Osage Beaver Gruppe, der Osage in Oklahoma. |      |
| Sarah Winnemucca               | Sara Winnemucca             | 1844         | Paiute                                | Indianerpolitikerin und Schriftstellerin. |      |
| Teresa Villarreal              | Teresa Villarreal           | 1883         | Mexiko/Vereinigte Staaten             | Revolutionäre Führerin in Arbeiter- und feministischen Fragen, die während der mexikanischen Revolution von 1910–1917 den Partido Liberal Mexicano (PLM) unterstützte. |      |
| Weetamoo                       | Wetamoo                     | um 1635      | Wampanoag                             | Sie war die Sunksqua, auch Sachem, der Pocasset Wampanoag. Sie hatte fünf Ehemänner, von denen der berühmteste Wamsutta, der älteste Sohn von Massasoit, Sachem der Wampanoag und Teilnehmer des ersten Thanksgiving mit den Pilgervätern war.                                                |      |
| Xochitl                        | Xochitl                     | um 877       | Zentralmexiko                         | Toltekische Königin von 990 bis 1040. Sie half, den toltekischen Staat zu schmieden, und die Legende sagt, sie sei im Kampf gestorben. |      |

Einzelnachweise
1. ↑  Brooklyn Museum: Sacajawea. In: brooklynmuseum.org. Abgerufen am 28. Oktober 2019.